# Visual C++
Microsoft Visual C++ (често се използва съкращението MSVC или VC++) е комерсиална среда за разработка (IDE) на Microsoft за езиците C, C++ и C++/CLI. Съдържа инструменти за разработване и дебъгване на C++ код, особено за код, написан за Microsoft Windows API (приложно-програмен интерфейс), DirectX API, и Microsoft .NET Framework.

## История
Предшественикът на Visual C++ носел името Microsoft C/C++.
- Visual C++ 1.0, който съдържал MFC 2.0, бил първата версия на Visual C++, пусната през 1992, в наличност били както 16-bit, така и 32-bit версии.
- Visual C++ 1.5, който съдържал MFC 2.5, добавена OLE 2.0 и ODBC поддръжка към MFC. Имало само 16-bit версия и била първата версия на Visual C++, която се разпространявала само на CD-ROM.
- Visual C++ 1.52c е „закърпената“ версия на 1.5, но заслужава да бъде спомената, тъй като е последната и най-популярна (спорен факт) платформа за разработка за Microsoft Windows 3.x. Предлага се от Microsoft Developer Network.
- Visual C++ 2.0, който съдържал MFC 3.0, бил първата изцяло 32-bit версия. Счита се, че тази версия била далеч пред времето си, тъй като Windows 95, тогава с кодово название „Chicago“, не била пусната, а Windows NT имала малък пазарен дял. В резултат на това, този продукт бил почти „загубено поколение“. Обновленията съдържали версии 2.1 и 2.2. Microsoft въвел и обновил Visual C++ 1.5 като часто от версиите 2.x до 2.1, която съдържала Visual C++ 1.52, двете версии – 16-bit и 32-bit на Control Development Kit (CDK) също били включени. Visual C++ 2.x поддържала и Win32s разработка. Предлага се от Microsoft Developer Network. Имало и Visual C++ 2.0 RISC Edition за MIPS и Alpha процесори.
- Visual C++ 4.0, който съдържал MFC 4.0, бил проектиран за Windows 95 и Windows NT. За да се осигури поддръжка на стари (Windows 3.x/DOS) проекти, към 4.0 се предоставял инсталационният диск на Visual C++ 1.52. Обновленията съдържали Visual C++ 4.1, който се предлагал заедно с Microsoft Game SDK (по-късно пуснат отделно като DirectX SDK), и Visual C++ 4.2. Нито 4.1, нито 4.2 поддържали Windows 3.x (Win32s) разработка.
- Visual C++ 5.0, който съдържал MFC 4.21, се счита за голям ъпгрейд на 4.2.
- Visual C++ 6.0 (известен като VC6), който съдържал MFC 6.0, бил пуснат през 1998. Тази версия била критикувана, понеже не съдържала очакваното обновление на MFC. Visual C++ 6.0 е все още доста популярен и често се използва за водене на по-стари проекти. Въпреки това са известни проблеми с тази версия под Windows XP, по-специално при режим на дебъгване (пример: не се показват стойностите на статичните променливи). Проблемът с дебъгването може да се реши с „кръпка“, наречена „Visual C++ 6.0 Processor Pack“ – интересно е, че страницата гласи Потребителите трябва да използват Windows 98, Windows NT 4.0, или Windows 2000., и тъй като това са минималните изисквания, изводът е, че всеки компютър с тези или по-късни версии на Windows поддържа „кръпката“.
- Visual C++ .NET 2002 (известен като Visual C++ 7.0), който съдържал MFC 7.0, бил пуснат през 2002 с поддръжка на link time code generation и debugging runtime checks, .NET 1.0 и Visual C# и управлявал C++ разширения за .NET. Новият потребителски интерфейс използвал много от „горещите“ клавиши на Visual Basic, което било предпоставка за част от непопулярността му сред разработчиците на C++.
- Visual C++ .NET 2003 (известен като Visual C++ 7.1), който съдържал MFC 7.1, бил пуснат през 2003 заедно с .NET 1.1 и се счита за голям ъпгрейд на Visual C++ .NET 2002. Бил замислен като кръпка на Visual C++ .NET 2002 и предлаган на притежателите на тази версия за минимална сума. Това е последната версия, която поддържа Windows 95.
- eMbedded Visual C++ се използвал за разработка за операционната система Windows CE. eMbedded Visual C++ бил заменен като самостоятелна среда за разработка от Microsoft Visual Studio 2005.
- Visual C++ 2005 (известен като Visual C++ 8.0), който съдържал MFC 8.0, бил пуснат през ноември 2005. Версията поддържа .NET 2.0 и C++ за C++/CLI. Бил въведен и OpenMP. Заедно с Visual C++ 2005, Microsoft въвели и Team Foundation Server. Visual C++ 8.0 има проблеми при компилирането на MFC AppWizard проекти, създадени чрез Visual Studio 6.0, затова поддръжката на по-стари проекти може да се продължи с оригиналната IDE, ако пренаписването не е възможно.
- Visual C++ 2008 (известен като Visual C++ 9.0) бил пуснат през ноември 2007. Версията поддържа .NET 3.5 и това е последната стабилна версия.
- Visual C++ 2010 (известен като Visual C++ 10.0) излязъл на 12 април 2010.

## Настоящи версии
Разпространяват се четири версии на Visual C++:
- Microsoft Visual C++ 2010 Express Edition
- Microsoft Visual Studio 2010 Standard
- Microsoft Visual Studio 2010 Professional
- Microsoft Visual Studio 2010 Team System

Visual C++ се съдържа във Visual Studio.

## Visual C++ 2008 Express
Microsoft Visual C++ (или Visual C++ 9.0) се предлага в две разновидности: като част от Microsoft Visual Studio и като самостоятелен продукт – „Express Edition“. И двата продукта би следвало да са достъпни за членове на MSDN и бяха пуснати официално през ноември 2007.